# 斯科特鎮區 (愛荷華州比尤納維斯塔縣)
斯科特鎮區（英語：Scott Township）是位於美國愛荷華州比尤納維斯塔縣的一個行政鎮區。

## 地方資料
根據2010年美國人口普查的數據，斯科特鎮區的面積為94.48平方千米，當中陸地面積為94.45平方千米，而水域面積為0.03平方千米。當地共有人口245人，而人口密度為每平方千米2.59人。